# Eurydema
Eurydema is een geslacht van wantsen uit de familie Pentatomidae.

## Soorten
Het geslacht kent de volgende soorten: 
- Eurydema alpina Ling, 1989
- Eurydema arcuata Heer, 1853
- Eurydema brevicollis Heer, 1853
- Eurydema effossa Heer, 1853
- Eurydema festiva (Linnaeus, 1767)
- Eurydema impudica Heer, 1853
- Eurydema leucogaster Kiritshenko, 1963
- Eurydema lingi Rider, L.Y. Zheng & Kerzhner, 2002
- Eurydema persica Lindberg, 1938
- Eurydema pulchrigena Kiritshenko, 1925
- Eurydema retrorsum Theobald, 1937
- Eurydema rugosa Motschulsky, 1861

Subgenus Eurydema Laporte de Castelnau, 1833
- Eurydema eckerleini Josifov, 1961
- Eurydema ferreri Ribes & Vela, 1990
- Eurydema gebleri Kolenati, 1846
- Eurydema herbacea (Herrich-Schaeffer, 1833)
- Eurydema laticollis Horváth, 1907
- Eurydema lundbaldi Lindberg, 1960
- Eurydema nana Fuente, 1971
- Eurydema nigriceps Reuter, 1884
- Eurydema oleracea (Linnaeus, 1758)
- Eurydema ornata (Linnaeus, 1758)
- Eurydema putoni (Jakovlev, 1877)
- Eurydema sea Baena, Péricart & De la Rosa, 2004
- Eurydema syriaca Kirkaldy, 1909
- Eurydema wilkinsi Distant, 1879

Subgenus Horvatheurydema Dupuis, 1951
- Eurydema armeniaca Kolenati, 1846
- Eurydema caligata Horváth, 1901
- Eurydema fieberi Schummel in Fieber, 1837
- Eurydema rotundicollis (Dohrn, 1860)
- Eurydema rugulosa (Dohrn, 1860)

Subgenus Rubrodorsalium Stichel, 1944
- Eurydema blanda Horváth, 1903
- Eurydema cyanea (Fieber, 1864)
- Eurydema dominulus (Scopoli, 1763)
- Eurydema liturifera (Walker, 1867)
- Eurydema maculata Fuente, 1971
- Eurydema maracandica Oshanin, 1871
- Eurydema montana Kerzhner, 1972
- Eurydema mrugowskyi Stichel, 1944
- Eurydema pulchra (Westwood, 1837)
- Eurydema spectabilis Horváth, 1882
- Eurydema ventralis Kolenati, 1846